# Il racconto d'inverno
Il racconto d'inverno (The Winter's Tale) è un dramma romanzesco scritto da William Shakespeare nel 1611 circa, ambientato a Messina.

## Trama
Polissene e Leonte sono, rispettivamente, i re di Boemia e di Sicilia, grandi amici di infanzia. Polissene va a rendere omaggio a Leonte in Sicilia, e vi permane nove mesi, al termine dei quali si accinge a salutare l'amico per tornare nel suo regno. Leonte, dispiaciuto per la partenza, supplica l'amico di restare, e prega anche la propria moglie, Ermione, di dissuaderlo dall'andar via. Inizialmente inamovibile, Polissene cede alle lusinghe di Ermione e decide di prolungare il soggiorno: Leonte, però, sembra turbato dall'eccessiva confidenza tra i due. Poiché Ermione è in avanzato stato di gravidanza, in Leonte si insinua il sospetto che la paternità non sia sua ma dell'amico Polissene. Roso dalla gelosia, incarica Camillo, barone di Sicilia, di avvelenare l'amico: quest'ultimo, sebbene non voglia contraddire il suo re, si trova in conflitto poiché non intende macchiarsi dell'omicidio. Polissene, avvertito da Camillo, decide di fuggire e porta con sé il cortigiano per risparmiarlo dalla punizione di Leonte. La fuga, però, conferma i sospetti di Leonte, che allontana Mamilio, il suo piccolo figlio, da Ermione, e la offende verbalmente, facendola condurre poi in prigione nonostante il suo stato: la condizione le procurerà un parto prematuro, così che Ermione darà alla luce una bimba che chiamerà Perdita. Per sincerarsi dei suoi sospetti, Leonte decide di interrogare l'Oracolo di Delfi, e manda presso di lei Cleomene e Dione, due cortigiani, per raccoglierne il responso.
Nel frattempo Paolina, moglie del barone di Sicilia Antigono, preleva la piccola dalla prigione in cui è nata ed affronta Leonte, dichiarandosi pronta a giurare sulla nobiltà di Ermione. Leonte la caccia in malo modo, ma non trova il coraggio di far uccidere la piccola: l'affida così ad Antigono, chiedendogli di sbarazzarsene. Intanto Ermione viene processata, ma il responso dell'oracolo, che avrebbe dovuto decretarne la colpevolezza, depone invece a favore della regina, che viene dichiarata casta e vittima di un marito geloso. Leonte è incredulo, quando giunge la notizia che Mamilio, privato dell'affetto della madre e sapendola accusata dal padre, muore di crepacuore. Alla notizia, Ermione ha un malessere: portata fuori dal tribunale, ne annuncerà la morte Paolina, condendo il suo discorso contro il re con parole severe. A Leonte non rimane altro che scontare il rimorso della morte della moglie e dei figli a causa dei suoi infondati sospetti.
Antigono intanto, giunto alle sponde della Boemia, abbandona la piccola Perdita che viene trovata e raccolta da un contadino ed un pastore, che l'accudiscono facendole da padri ma che non ne conoscono la reale identità sebbene capiscano, dai tesori che la piccola ha con sé, che sia di nobili origini. Antigono viene nel frattempo sbranato da un orso e la nave che l'ha condotto in Boemia affonda: in tal modo, nessuno in Sicilia sa che Perdita è stata risparmiata da morte certa dai due uomini. Passano quindici anni e Perdita, divenuta una fanciulla bellissima, si innamora di Florizel, figlio di Polissene ignaro che la giovine fosse figlia di un re. D'altro canto Florizel, per non svelare la sua identità, si spaccia agli occhi dei pastori come un loro simile, assumendo il nome di Doricle.
Polissene e Camillo, desiderosi di capire le strane frequentazioni di Florizel, si mascherano da contadini e, sotto mentite spoglie, si presentano ad una festa campestre desiderosi di spiare il principe. La festa è ricca di danze e di personaggi particolari come il vagabondo Autolico, truffatore e ladro di professione. Polissene, capite le intenzioni del figlio di sposare Perdita, svela la propria identità alla ragazza ed intima a Florizel di lasciarla perdere, ordinando a quest'ultima di non vedere più suo figlio. Camillo consiglia al giovane di tentare una via di fuga: presentarsi a Leonte con Perdita fingendo di essere tornati da lui per cancellare i ricordi dell'accusa di adulterio che Polissene si vide infliggere quindici anni prima; in tal modo Camillo avrebbe potuto anche tornare nel paese natìo, spingendo Polissene a rincorrere il figlio.
Giungono in Sicilia, alla corte di Leonte, prima Florizel e Perdita, spacciata per principessa della Libia; dopo poco arrivano Polissene e Camillo in città, ed anche Autolico con i pastori che hanno trovato anni prima la piccola Perdita sulla spiaggia boema, desiderosi di dire la verità sulla ragazza, nella quale hanno riconosciuto una discendenza nobile. Si scopre la verità ed i re, con i rispettivi figli, si trovano tutti in casa di Paolina per festeggiare. I due pastori nel frattempo, aiutati da Autolico nel portare la verità a galla, strappano a quest'ultimo la promessa di condurre una vita migliore e senza sotterfugi di dubbia moralità.
Nella casa di Paolina è custodita una statua dalle sembianze di Ermione: Leonte si strugge dal dolore guardando come essa sia perfettamente somigliante alla moglie. Paolina allora svela che la statua è in realtà Ermione stessa, trasformata in statua per magia per non permetterle di morire di dolore: rompe così l'incantesimo, riconducendo la regina a nuova vita. La tragicommedia si conclude con il preannunciato matrimonio tra Florizel e Perdita e tra Camillo e Paolina.

## Origini

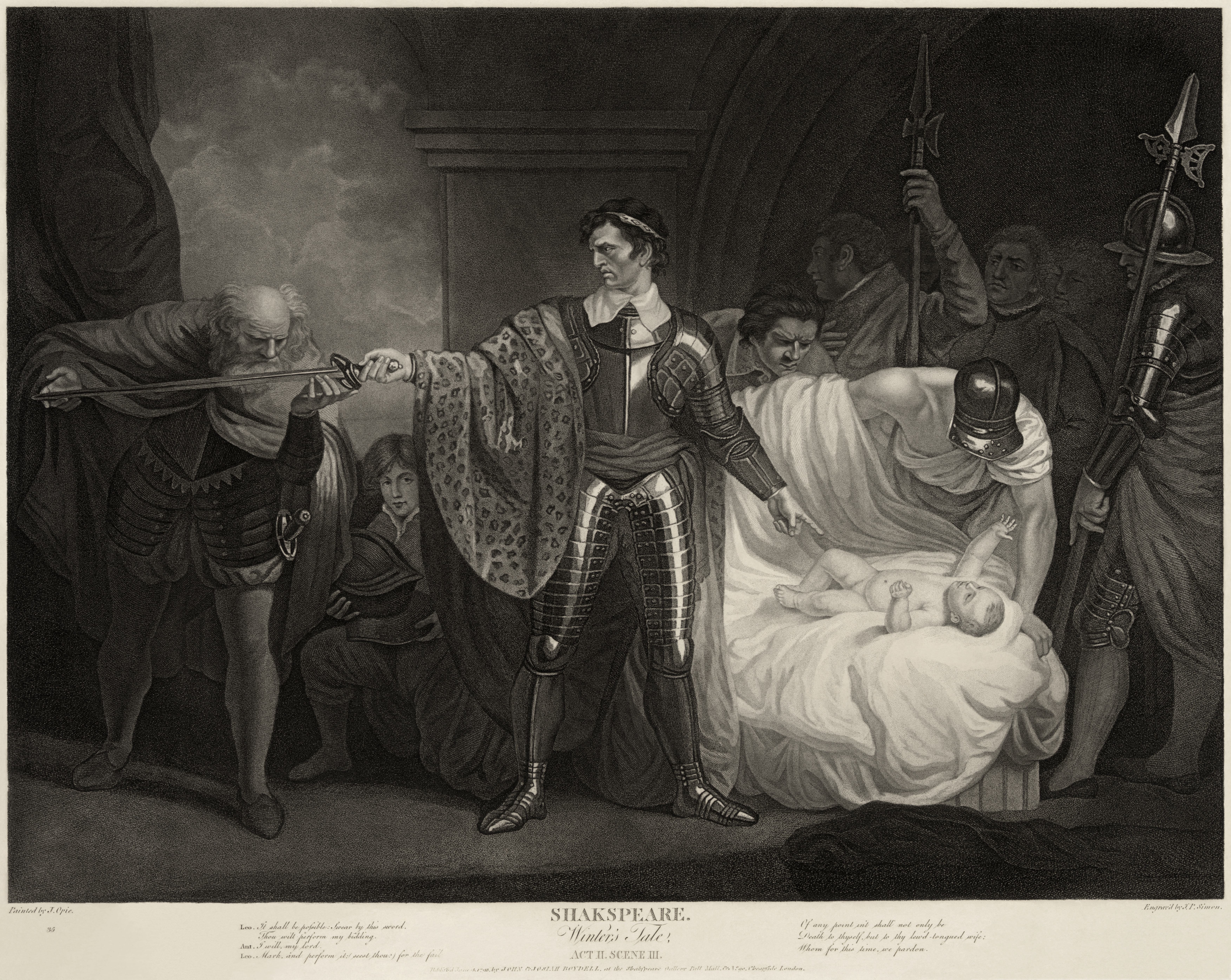
Antigono, Leonte, e la piccola Perdita.

### Fonti
(Richard Proudfoot, Ann Thompson, David Scott Kastan in The Arden Shakespeare Complete Works)

## Simboli e temi
- Ne Il racconto d'inverno possono essere individuate numerose tematiche che guidano ad un'analisi letteraria di notevole complessità. Dal punto di vista drammaturgico, la tragicommedia è nettamente divisa in due parti: i primi tre atti hanno tutti i connotati della tragedia, mentre negli ultimi due la trama si svolge fino al lieto fine. Il sospetto del tradimento, la richiesta dell'avvelenamento, l'inimicizia che esplode tra vecchi amici, la morte di una donna e dei suoi due figli, la morte di Antigono e dell'equipaggio della nave colorano di tinte fosche il dramma, preparando lo spettatore ad un epilogo tragico. Dal quarto atto in poi, invece, entrano in scena numerosi elementi che modificano il plot: scene bucoliche e pastorali vengono allegramente arricchite da canzoni e danze, nelle quali appaiono anche dei satiri, personaggi tipici della commedia antica.

Le due parti dell'opera subiscono l'influsso del Tempo: questi entra in scena all'inizio del quarto atto, rappresentato dal coro.
Of good and bad, that makes and unfolds error,

Now take upon me, in the name of Time,

To use my wings. Impute it not a crime

To me or my swift passage, that I slide

O'er sixteen years and leave the growth untried

Of that wide gap, since it is in my power

To o'erthrow law and in one self-born hour

To plant and o'erwhelm custom.»
(Il Racconto d'Inverno, Atto IV, scena I)
(Il Racconto d'Inverno, Atto IV, scena I)
La condizione temporale è qui, quindi, non solo una necessità narrativa, ma un vero e proprio colpo di teatro: il suo intervento, infatti, fa cambiare il registro portandolo da quello propriamente tragico a quello comico. Allo stesso modo, è sempre lo scorrere del tempo che consente la riconciliazione tra Leonte ed Ermione, nel frattempo trasformata in statua.
Dal punto di vista dei personaggi, si riprendono schemi della commedia classica degli opposti, per i quali i giovani sono contrapposti ai vecchi: l'amore tra Florizel e Perdita è contrastato infatti da Polissene. Come in altre commedie shakespeariane, il lieto fine coincide con la riconciliazione o la formazione di nuove coppie: oltre ai due sposi novelli, anche Camillo trova conforto con la vedova Paolina, mentre Leonte ed Ermione si riscoprono amati. Veicolo di svelamento, il pastore ed il contadino custodi e protettori di Perdita, che si fanno portatori della saggezza popolare e di chiarimenti tra i potenti.
Molto presente è poi il tema della natura, in perfetta armonia con il rinascimento. Se l'arte stessa è natura, questa si presenta in scena non solo nelle vesti del Tempo, ma anche dei satiri e delle bucoliche scene della Boemia rurale, contrapposta all'artificiosa corte siciliana.

## Rappresentazioni e adattamenti
• Nel 1910, Theodore Marston ne diresse il primo adattamento cinematografico, The Winter's Tale, prodotto dalla Thanhouser Film Corporation e interpretato dall'attrice teatrale Anna Rosemond.
• Nel 1967, nel Regno Unito esce un The Winter's Tale diretto da Frank Dunlop, interpretato da Laurence Harvey e da Jane Asher.
• Nel dicembre del 2011, in Italia Federica Tatulli dirige un allestimento de Il racconto d'inverno, interpretato dalle giovani promesse formatesi all'interno dell'accademia da lei diretta, EUTHECA.
• Per la stagione teatrale 2011/12 il Teatro dell'Elfo di Milano ne porta in tournée un'edizione diretta in tandem da Ferdinando Bruni e Elio De Capitani
• Christopher Wheeldon realizza il balletto Winter's Tale per il Royal Ballet, con le musiche di Joby Talbot. La première è avvenuta il 10 aprile 2014 alla Royal Opera House.
• Nel 2015 la Kenneth Branagh Theatre Company l'ha portato in scena al Garrick Theatre con Judi Dench (Paulina), Kenneth Branagh (Leonte), Hadley Fraser (Polissene), Miranda Raison (Ermione), Tom Bateman (Floritzel), Jessie Buckley (Perdita), Michael Pennington (Antigono), John Shrapnel (Camillo), Jimmy Yuill (Pastore) e Adam Garcia.